# 河盛又三郎
河盛 又三郎（かわもり またさぶろう、1867年11月30日（慶應3年11月5日） - 1941年（昭和16年）11月）は、日本の醸造家、政治家、資産家、実業家。河又醤油社長。族籍は大阪府平民。

## 経歴
大阪府・河盛又平の長男。1883年、家督を相続する。醤油醸造業を営む。河又醤油社長である。はやくから醸造工程の機械化にとりくむ。
日本醸造協会監事、堺商工会議所顧問を兼ね、泉醤油相談役に推され、堺商工会議所会頭、堺市会議員に選ばれ、大阪府多額納税者に列する。

## 人物
1913年、緑綬褒章を下賜される。趣味は書画。宗教は仏教。住所は大阪府堺市新在家町。

## 家族・親族
河盛家
- 父・又平[2]
- 妻・ひさ（1867年 - ?、奈良、堀熊次郎の妹）[2]
- 養子・安之介（1886年 - 1976年、茨城、竹内権兵衛の三男、堺市長[7]、大醤初代社長）
- 長男・又兵衛（1894年 - ?）[7]
- 二女・ヒサエ（1889年 - ?、養子・安之介の妻）[7]
- 三女[7]
- 四女[7]
- 六女[2]

親戚
- 竹内権兵衛（貴族院多額納税者議員）